# Kevin Bleeker
Kevin Bleeker (Alkmaar, 10 maggio 1993) è un cestista olandese.

## Palmarès
- Campionato olandese: 1

Landstede Hammers: 2018-19
- Supercoppa d'Olanda: 1

Landstede Hammers: 2019